# Ománský rijál
Rijál (arabsky ريال‎, kód podle ISO 4217 - OMR) je měna v Ománu. Je dělena na 1 000 baisa, někdy označované jako bajsa (arabsky بيسة‎).

## Pevný směnný kurz
V letech 1973 až 1986 byl ománský rijál ustálený vůči americkému dolaru v poměru 1 rijál = 2,895 dolaru. Roku 1986 byl změněn poměr na 1 rijal = 2,6008 USD, což se dalo převést na přibližně 1 dolar za 0,384497 rijálu. Centrální banka kupuje americký dolar za 0,384 rijálu a prodává za 0,385 rijálu. Ománský rijál je 3. nejcennější měnou na světě po kuvajtském dináru a bahrajnském dináru.
Na americkou měnu je v obdobném fixním poměru navázán i bahrajnský dinár BHD a přibližně v desetinásobně nižším kurzu i dirham Spojených arabských emirátů AED, saúdský rijál SAR a katarský rijál QAR. Tyto měny mají tedy mezi sebou obdobnou hodnotu (respektive 10násobek): 1,00 OMR = 0,978 BHD = 9,551 AED = 9,467 QAR = 9,753 SAR.